# Scopula paneliusi
Scopula paneliusi là một loài bướm đêm trong họ Geometridae.